# アメリカ共産党
アメリカ合衆国共産党（アメリカがっしゅうこくきょうさんとう、英語: Communist Party of the United States of America、CPUSA）は、アメリカ合衆国の政治団体。共産主義とマルクス・レーニン主義を掲げ、1919年から1950年代後半にかけては同国で最も有力な左翼組織のひとつだった。

## 概要
1919年にアメリカ社会党から分離した、アメリカ共産党と共産主義労働党が1920年代初頭に合同して成立。最初、党名は「Workers (Communist) Party」だったが1929年に現行の「Communist Party of the United States of America」へ改名する。当局の弾圧もあって1920年代は停滞したが、1929年の世界恐慌を期に勢力を拡大し、1930年代に最盛期を迎えた。1933年にドイツで国家社会主義ドイツ労働者党が政権に就いた後、コミンテルンの人民戦線戦術を採用してリベラル勢力と「反ファッショ戦線」を構築したが、ソ連追従政党だったため、1939年の独ソ不可侵条約締結で「反ファッショ戦線」と手を切った。
1941年の独ソ戦開始後には「反ファッショ戦線」に復帰するもアメリカ・リベラルと共産党の間には決定的亀裂ができ、二度と修復されなかった。戦時中にはアメリカ政府に戦争協力を行ったので革命路線は急速に後退。1943年には一時解散されている。
戦後にウィリアム・Z・フォスターの主導で再建されたが、冷戦激化とともに取り締まりが強化された。とりわけ赤狩りで壊滅的打撃を受けた。さらに1950年のマッカラン国内治安維持法や1954年の共産主義者取締法などにより実質的に非合法化された（マッカラン国内治安維持法は冷戦終結に伴い1991年に廃止された）。
アメリカの風土もあって党勢も伸びてはいないとされる。一方で日本共産党機関紙「しんぶん赤旗」によれば、2016年米大統領選挙におけるサンダース旋風により、ミレニアル世代を中心に若者の加盟者数がアメリカ民主社会主義者（DSA）などと同様に増加しているという。アメリカ共産党関係者の証言として、DSAに物足りなさを感じた若者を中心に同党に加入する事例が出ていると報道している。

## 歴史
1919年9月1日、モリス・ヒルキット率いるアメリカ社会党の改良主義的な路線に反対して離党した左派党員により結成。当初はアメリカ共産党とアメリカ共産労働党に分かれて出発したが1921年5月に統合した。発足時点の党員のほぼ7割はアメリカ国籍を持たない外国人、とりわけ東欧系ユダヤ人で占められていた。穏健派の社会党がわずか4万人の規模だったのに対し、結成から1ヶ月で共産党はアナーキストやその他の急進派も含め6万人の党員を獲得した。一時党員は数万人に達したといわれているが、1920年1月の司法長官A・ミッチェル・パーマーによる一斉検挙（パーマー・レイド）によって数千人の党員が逮捕され、特に海外生まれの党員は国外追放されて大ダメージをうけ、1920年代は沈滞する。共産党は地下活動を余儀なくされ、当局の弾圧を避けるため何度か党名を変更した。
大統領選挙には1924年、1928年にウィリアム・Z・フォスターが出馬するもいずれも得票率がわずか0.1%にとどまった。1928年の大統領選挙の時にスターリン主義者だったフォスターは「共産主義者が合衆国政府を率いる日は太陽が昇るのと同じように確実に到来する。その時には政府はソビエト政府となり、赤軍がプロレタリア独裁を支援するだろう」と演説している。
1928年、ジェームズ・パトリック・キャノンやマックス・シャハトマンらトロツキストが党から追放された。のちに彼らは、アメリカ共産主義者同盟を結成し、1937年には第四インターナショナルの加盟政党である社会主義労働者党を結成した。
1929年に大恐慌が米国を襲い、労働運動や社会改革運動が再び台頭の兆しをみせるなかで、共産党は学生運動や労働運動、公民権運動などに着手し、大衆運動に影響力を拡大しはじめる。他方で1930年代にはスターリンのモスクワ裁判を支持するなどの教条主義的、硬直的な態度は知識人や学生に幻滅をあたえ、後に「ニューヨーク知識人」と呼ばれるようになった社会学者のリチャード・ホフスタッターやダニエル・ベルらは離党し、敵対していく。
1932年全国産業復興法（NIRA）が議会を通過し、翌1933年にはヒトラーがドイツで政権を掌握すると、それまで対立していたアメリカ労働総同盟（AFL）に党員を大量に入党させるなど他勢力との協調の道を探り始め、コミンテルンの人民戦線路線を積極的に採用し、ニューディール・リベラルなどとの共同関係を強めて反ファッショ運動の一翼を担う。そのなかでもとりわけ有名なのは、スペイン共和国支援のための国際旅団「エイブラハム・リンカーン大隊」である。リンカーン大隊は労働者を中心とする義勇兵の部隊で、1938年に撤退するまで前線で戦い続けた。リンカーン大隊の副官オリバー・ローはアフリカ系アメリカ人で、彼は合衆国の歴史上、白人と黒人の混成部隊では初の黒人指揮官だった。また炊事兵のジャック白井は日本の函館から来た移民だった。
1936年の大統領選では、党首アール・ブラウダーがアメリカ社会党の大統領候補ノーマン・トーマスに対し、副大統領候補として出馬することを提案したが拒否されている。
また、アメリカ南部では黒人運動の組織化をすすめるなど、先駆的な取り組みもなされた。1931年、アラバマ州スコッツボロで、9人の黒人少年がレイプの冤罪で逮捕され、死刑判決を受けたスコッツボロー事件では大規模な釈放運動を行い、再審の上釈放を勝ち取った。1939年頃には党員数はおよそ10万人に達したといわれている。党員のほぼ7割はニューヨーク州に集中していたといわれ、同市議会などで議席を獲得したこともあった。また事実上の後援政党であったアメリカ労働者党からは、下院議員を当選させてもいる（ヴィトー・マーカントニオ、ニューヨーク州）また同時期に台頭したアメリカ産別会議（CIO）内にも影響力を拡大し、第二次世界大戦中にはCIO傘下の労働組合執行部の3分の1をにぎっていたという説もある。
このほかアメリカ共産党は第二次エチオピア戦争や日中戦争に対する反対運動を起こし、政府に対して戦争物資の対日出荷停止を要求した。
しかし、1939年の独ソ不可侵条約をうけ、同党が反ファッショ戦線を事実上放棄したことが、共同関係にあったリベラルや一部の宗教者に取り返しのつかない幻滅感を与えてしまった。戦後のアメリカ・リベラルの反共主義の根拠はこの事件にあるといっても過言ではない。その後ドイツがソ連に侵攻し、独ソ協定が破棄されたことで同党は再び反ファッショ戦線に復帰するが、もはや共同関係がもどることはなかった。
戦時下では第二次世界大戦を反ファシズム戦争であるとみなしてルーズベルト政権に積極的に協力し、ストライキなどのサボタージュ的行動にも抑制的になり、アメリカ陸軍大尉のアレクサンダー・シュアやハイマン・ベートヒャーら数人の党員はアメリカ軍から勲章を授与されている。書記長アール・ブラウダーは愛国心から党のアメリカ同化路線を追求し、急進的、革命的路線は後退。そして1943年にはコミンテルン解散に合わせ、もはや党は必要ないとして、アメリカ共産党は解党した。残党は「アメリカ共産主義者協会」に改組された。
しかしこうした穏健路線は冷戦の開始と共に否定され、1945年にフランス共産党幹部のジャック・デュクロがブラウダーを批判すると共産党は再組織化され、ブラウダーは追放される。戦後、ウィリアム・Z・フォスターの主導でアメリカ共産党が再建された。

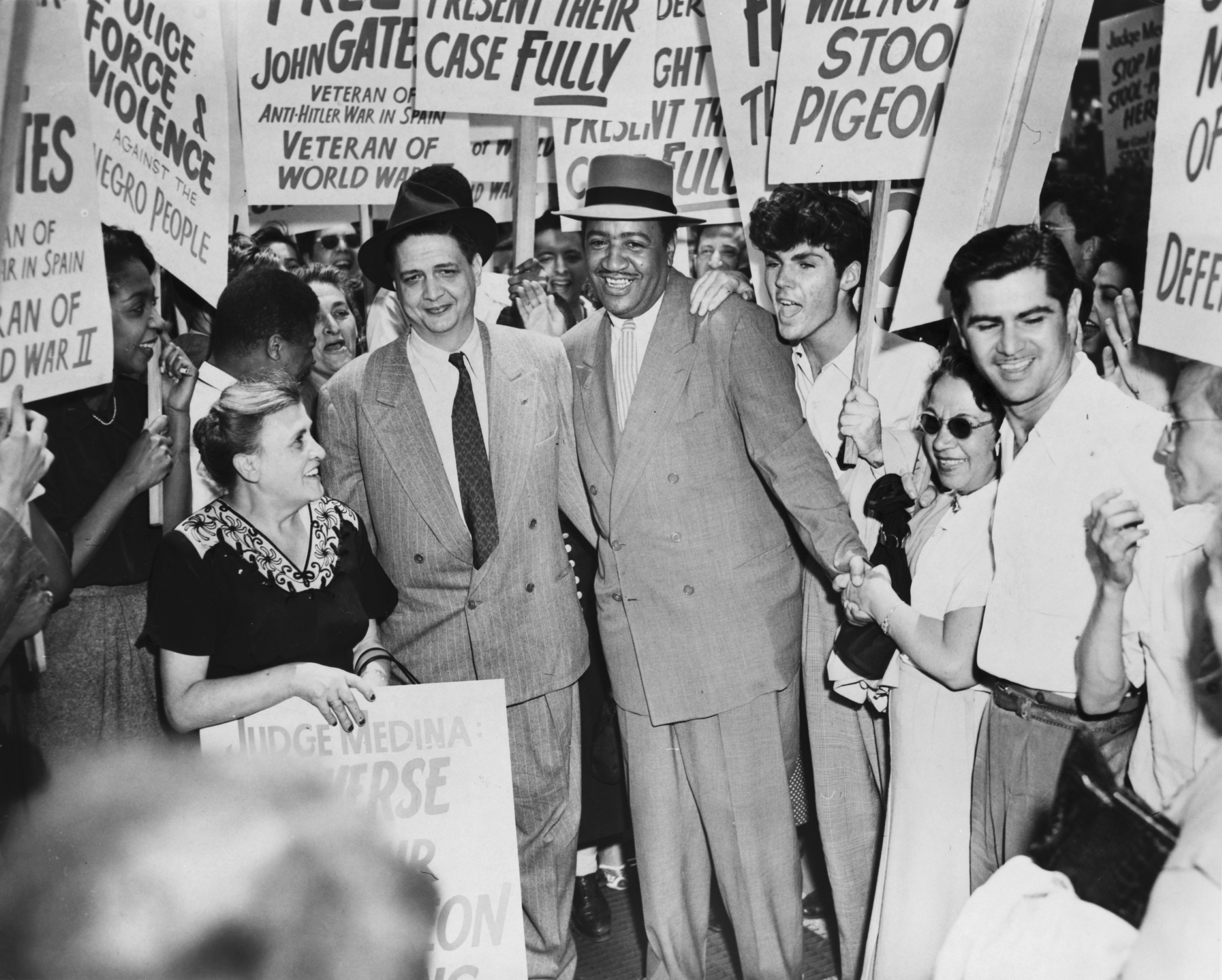
支持者たちに囲まれるベンジャミン・デイヴィス議長（帽子を被った中央の黒人）

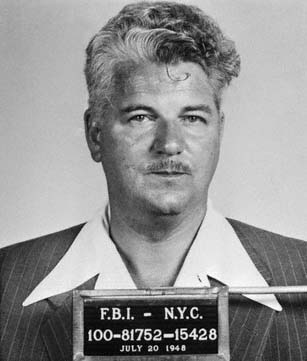
ユージン・デニス（1948年7月20日逮捕時の写真）

司法省、FBIなどの公安機関は、戦時下でも共産党への監視を緩めることはなかったが、党が穏健路線をとっていることと、ソ連が連合国軍であることから、目立った逮捕、起訴は行わなかった。しかし、1947年のトルーマン・ドクトリン以降、冷戦激化のもとで本格的な取り締まりに乗り出す。その嚆矢が1949年の「デニス事件」である。同事件でベンジャミン・J・デイヴィス·ジュニア党議長やユージン・デニス書記長以下7人の幹部が「実力あるいは暴力による政府の転覆」を唱導したかどでスミス法により逮捕・起訴され、同年暮れには連邦最高裁が有罪判決を下した。そして、第二波、第三波と検挙が行なわれ、党の幹部組織は壊滅的なダメージを受けた。
またリチャード・ニクソンの下院非米活動委員会やジョセフ・マッカーシーによる赤狩り（マッカーシズム）は、党のイメージを著しくダウンさせることになった。1940年代後半から党員数は激減し、1950年代末には2千人程度にまで減少したといわれる。

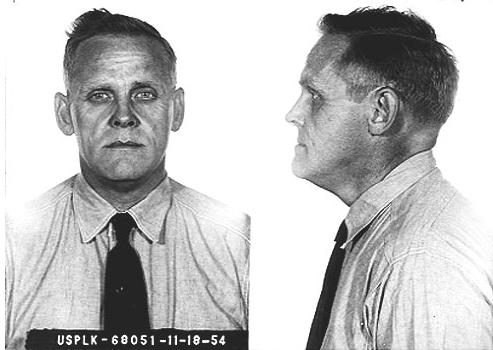
ガス・ホール（1954年11月18日逮捕時の写真）

1950年のマッカラン国内治安維持法、および1954年の共産主義者取締法によって実質的に非合法化された。マッカラン国内治安維持法は冷戦終結に伴い1991年に廃止された。
1956年のハンガリー動乱およびニキータ・フルシチョフによるスターリン批判は共産党内に大きな衝撃を与え、数多くの党員が離党した。この後しばらくの間、党は民主化されたかのように見えたが、ガス・ホールが党首となると民主派は追放され、党は再び反修正主義に傾いた。一方で同じ反修正主義の立場をとる毛沢東主義者と対立し、1961年に毛沢東主義者が離党して進歩的労働党（Progressive Labor Party）を結成した。
その後、公民権運動やベトナム反戦運動など社会運動は再び活発化し1970年の時点で2万5千人ほどの党員がいたが、共産党が1930年代のような役割を果たす事は最早なかった。共産党はベトナム戦争の即時停戦を主張せず北ベトナムの指導部とアメリカ政府の交渉を主張し、他の左派勢力から非難されたが、実際にはこの主張は北ベトナム側の考えと一致していた。一方で、共産党は官僚主義およびソ連との友好関係のために新左翼から嫌悪されていた。ソビエト連邦の崩壊までは「ソ連共産党アメリカ支部」と揶揄されるほどソ連寄りであった。そのため、自主独立路線を求める勢力は離脱し「民主主義と社会主義のための連絡委員会」を組織した。
1984年以降には大統領選への出馬を停止した。その後はグレナダ侵攻や中米の反共政権への支援に対する反対運動を展開した。
1987年11月7日には、ガス・ホール党首とアメリカ共産党幹部ジャルビス・タイナーがソ連革命記念日の式典に参加、ソ連のテレビ局のインタビューを受けた。
1980年代半ば以降のミハイル・ゴルバチョフによるソ連民主化改革に反対。1989年にはペレストロイカとグラスノスチに反対したことを理由にソ連から資金援助を打ち切られた。1991年のソビエト連邦の崩壊時にはマルクス・レーニン主義を捨てるかどうか党内議論が起きたが、結局維持された。

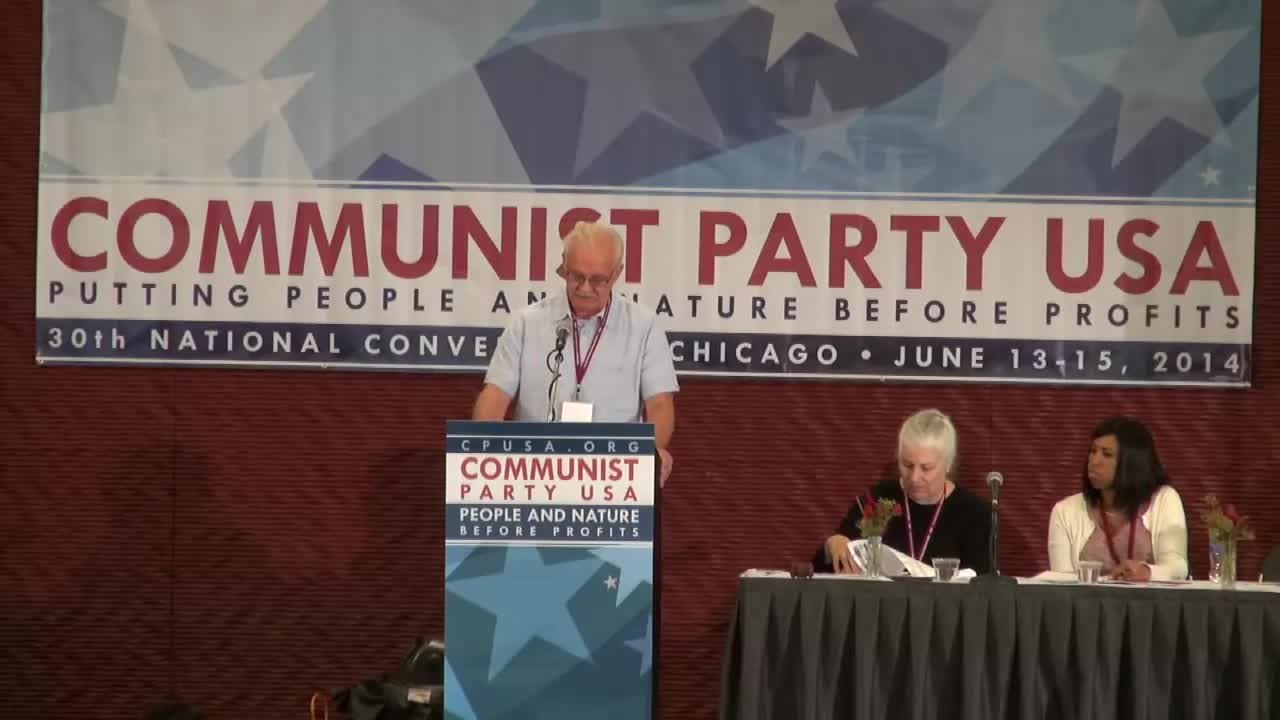
2014年の党大会の様子

ソ連崩壊後は、党員の減少と高齢化に苦しんだ。党のウェブサイトでは、社会保障削減反対、移民の権利拡充、女性への暴力反対などを訴えている。2011年からニューヨークのウォール街で始まり、その後全米へ広がった反資本主義運動「ウォール街を占拠せよ」にも連帯を表明した。2008年と2012年の大統領選挙では、バラク・オバマを推薦し、彼の当選を「人民の勝利」とした。
2016年アメリカ大統領選挙以降、民主社会主義に飽き足らずさらに過激な思想を追及する若者の支持を受け、実に70年ぶりに党勢の拡大を受けている。
2020年5月25日にジョージ・フロイドが白人警官に暴行死させられた事件をきっかけにはじまった人種差別抗議運動に連帯を表明。抗議者を犯罪者扱いする大統領ドナルド・トランプを批判し、警察の抜本的改革を要求した。
トランプ大統領のことは極右ファシストと認定して批判しており、2020年アメリカ大統領選挙ではトランプと民主党のジョー・バイデンの争いを資本家階級の代表者間の派閥紛争と見なすことができるとしてバイデンを全面的に支持していないものの、かつて労働者階級はソ連に侵攻したヒトラーを打倒するため反動的帝国主義者ウィンストン・チャーチルとも手を結んだとして、トランプを打倒するためバイデンへの投票を促している。
トランプの敗北が報じられると、「全ての人民の勝利」として祝賀を表明した。特に黒人女性のリーダーシップが大きかったと評価した。一方トランプが敗北宣言を拒否し、法廷闘争へ持ち込もうとしていることを念頭に「ファシストの脅威は後退したが、まだ去ってはいない」として「トランプのクーデターの企みを阻止するためには我々他民族の労働者階級が継続的な世論の圧力をかける必要がある」と論じている。

## 歴代党首
- チャールズ・ラッテンバーグ（英語版）(1919年～1927年、書記長)、ジェームズ・パトリック・キャノン（英語版）(1919年～1927年、議長)
- ジェイ・ラブストーン（英語版）(1927年～1929年、書記長)
- ウィリアム・Z・フォスター（英語版）(1929年～1932年、書記長)
- アール・ブラウダー(1932年～1945年、書記長)、
- ユージン・デニス（英語版）(1945年～1959年、書記長)、ウィリアム・Z・フォスター（英語版）(1945年～1959年、議長)
- ガス・ホール(1959年～2000年、書記長)
- サム・ウェッブ(2000年～2014年、議長)
- ジョン・バックテル（英語版）(2014年～2019年、議長)

## 機関紙
週刊紙ピープルズ・ウィークリー・ワールド（People's Weekly World）、月刊誌ポリティカル・アフェアズ（Political Affairs Magazine）を出版している。

## 日本共産党との関係
日本共産党の機関紙『しんぶん赤旗』によれば、1982年にソ連の評価をめぐって対立して関係が断絶したというが、2003年の原水爆禁止世界大会の際に過去の日本共産党攻撃について謝罪があったので関係を回復したという。その後2004年1月の日本共産党第23回大会に、党副議長が来賓として24年ぶりに参加、祝電も送られたという。